# Slät pokalmurkla
Slät pokalmurkla (Helvella leucomelaena) är en svampart som först beskrevs av Christiaan Hendrik Persoon, och fick sitt nu gällande namn av John Axel Nannfeldt 1941. Slät pokalmurkla ingår i släktet Helvella och familjen Helvellaceae.  Arten är reproducerande i Sverige. Inga underarter finns listade i Catalogue of Life.

## Källor

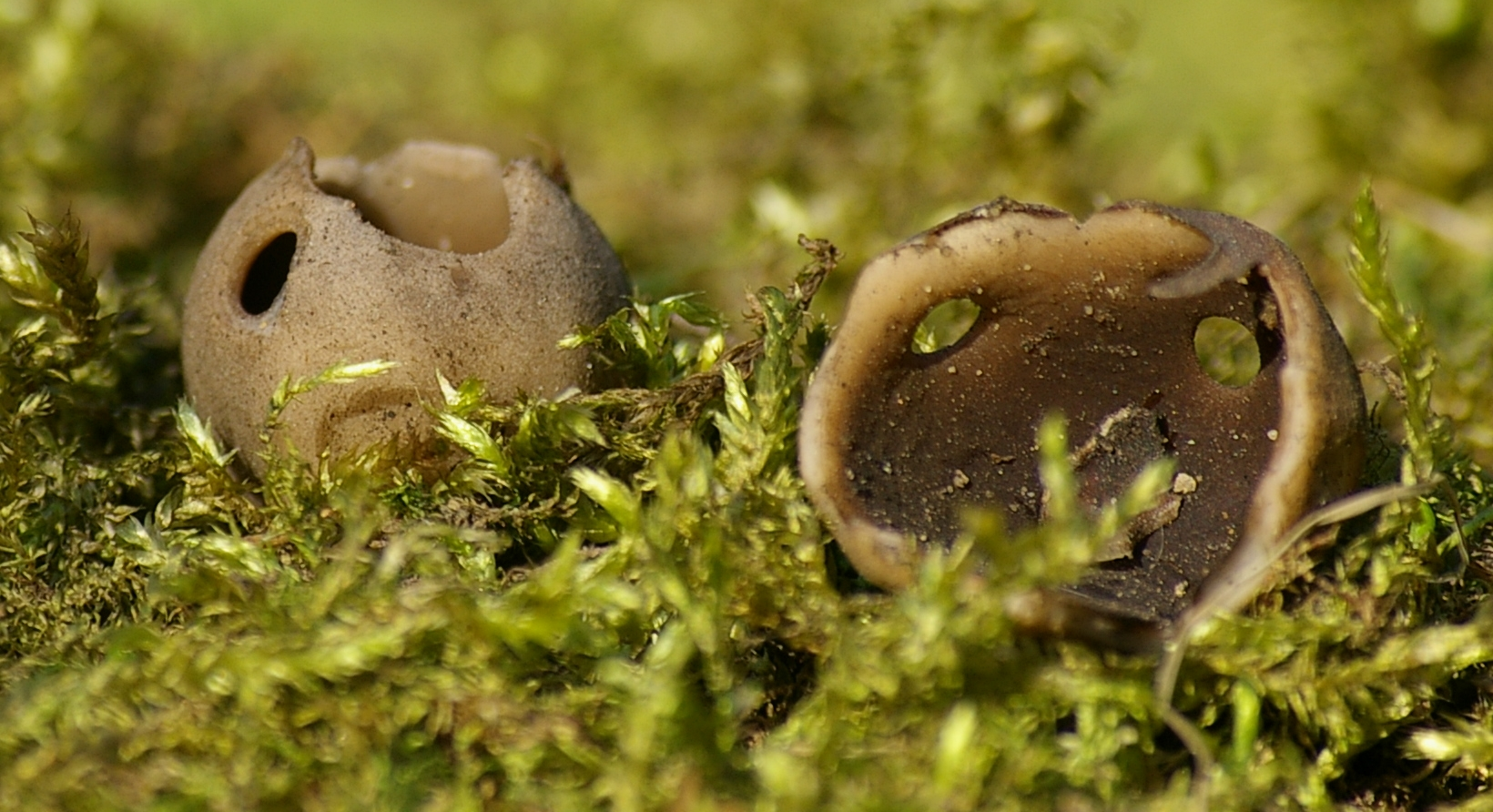